# Code page 437

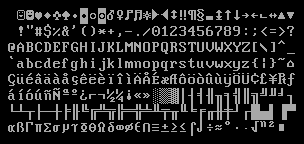
Repertorio di caratteri

Code page 437 (CP 437) è una codifica di caratteri.